# Bad Bramstedt
Bad Bramstedt – miasto uzdrowiskowe w północnych Niemczech, w kraju związkowym Szlezwik-Holsztyn, w powiecie Segeberg, siedziba urzędu Bad Bramstedt-Land. Liczy ok. 13,7 tys. mieszkańców.

## Współpraca
- gmina Drawsko Pomorskie, Polska